# Pteromyscus pulverulentus
Pteromyscus pulverulentus es una especie de roedor de la familia Sciuridae.

## Distribución geográfica
Se encuentran en la península de Malaca, Penang, Sumatra y Borneo (Brunéi, Indonesia, Malasia y  Tailandia). La población de Borneo pertenece a la subespecie P. p. borneanus.

## Hábitat
Su hábitat natural son: zonas tropicales o subtropicales, de bosques áridos.

## Estado de conservación
Se encuentra amenazada de extinción por la pérdida de su hábitat natural.